# 퍼플 레인 (영화)
퍼플 레인(Purple Rain)은 미국에서 제작된 앨버트 매그놀리 감독의 1984년 드라마, 뮤지컬 영화이다. 프린스 등이 주연으로 출연하였고 로버트 카발로 등이 제작에 참여하였다.

## 출연

### 주연
- 프린스
- 아폴로니아 코테로

### 조연
- 올가 칼라토스
- 클라렌스 윌리엄스 3세

## 제작진
- 미술: 워드 프레스턴
- 의상: 마리 프랑스
- 배역: 데이빗 그레이엄